# Pavel Urysohn
Pavel Samuilovich Urysohn, também conhecido como Pavel Uryson (em russo:  Па́вел Самуи́лович Урысо́н; Odessa, 3 de fevereiro de 1898 — Batz-sur-Mer, 17 de agosto de 1924) foi um matemático russo.